# Francisco de Sande
Francisco de Sande (Cáceres, ca. 1540 - 12 de septiembre de 1602) fue un funcionario real español que desempeñó varios cargos en la América y Filipinas imperial, entre otros el de Gobernador General de Filipinas (1574-1580), y más tarde Presidente de la Real Audiencia de Santafé de Bogotá (1597-1602).

## Biografía
Francisco de Sande nació en Cáceres (España) hacia 1540 y era hijo de Pedro de Sande y de doña Francisca Picón. En 1558 comenzó sus estudios de derecho canónico en la  Universidad de Salamanca y después pasó a la Universidad de Sevilla a terminarlos. 
Ya como profesional del Derecho, el 18 de junio de 1568, fue nombrado alcalde del crimen en la Real Audiencia de México y al poco tiempo se desempeñaba como fiscal. El 30 de abril de 1572, era nombrado oidor de la misma Audiencia, y mientras actuaba en su cometido intervino en la pacificación de los chichimecas.

## Funcionario itinerante
Por cédula real de 6 de abril de 1574 se le nombraba gobernador y capitán general de Filipinas y tomaba posesión de su cargo el 26 de agosto de 1575. En Filipinas fundó la villa de Nueva Cáceres, además de enviar una expedición para intentar la conquista de Borneo (Guerra de Castilla). Incluso se atrevió a solicitar al rey Felipe II el respectivo permiso para iniciar la conquista española de China.
En junio de 1580 se le relevaba del cargo en Filipinas y volvía nuevamente a México para ocupar su antiguo cargo de oidor de la Real Audiencia. Una vez más cambiaba de lugar, y en agosto de 1593 era nombrado visitador de la Real Audiencia de Guatemala, y a continuación ocupaba el cargo de presidente de aquella Real Audiencia, permaneciendo en este puesto hasta 1596 cuando por cédula real se le nombraba presidente de la Real Audiencia de Santafé, además de gobernador y capitán general del Nuevo Reino de Granada (Colombia)

## ¿Juicio de Dios?
Sande se hacía cargo de su nuevo destino en Bogotá a finales de agosto de 1597, y aunque era un funcionario sumamente rígido en sus actuaciones institucionales, posiblemente el peso de la nueva responsabilidad le endureció el corazón y le agrió el carácter, porque al poco tiempo de encontrarse en Bogotá, como se había echado tantos enemigos por su severa forma de actuar, en vez de referirse a él como doctor Sande se le conocía por el “Doctor Sangre”. Las protestas por su excesiva dureza llegaron al Consejo de Indias y este organismo nombraría al visitador Andrés Salierna de Mariaca para investigar el comportamiento de Sande.
Salierna de Mariaca emprendió el juicio de residencia comenzando por el destierro del presidente a Villa de Leiva. Antes de partir, Sande hizo correr el rumor de que había sobornado con dinero al visitador y por lo tanto le favorecería la decisión del juicio pendiente. La calumnia produjo profunda pena en aquel honrado funcionario y, como había caído enfermo por aquellos días, el perjurio de Sande lo llevó a la tumba el 6 de septiembre de 1602, no sin prevenirlo de que él también comparecería ante el tribunal de Dios en los siguientes nueve días. El presidente Sande enfermó repentinamente y murió el 12 de septiembre de 1602, dentro del término fijado por Andrés Salierna de Mariaca.

## Particularidades de su vida
Había casado con doña Ana de Mesa, que moría en 1629, y tuvieron cuatro hijos (Pedro, Fernando María y Francisca. La viuda y los hijos del Dr. Sande, durante bastante tiempo, pleitearon denodadamente por conseguir el tesoro que había amasado el rígido funcionario y que lo confió a su amigo don Pedro de Mendoza, pero al parecer quien se había hecho con el tesoro era fray Martín de Sande, hermano del presidente; y el tal fray lo volatilizó haciéndole regalos al duque de Lerma para que le proporcionara algún obispado.
Fray Martín, quien también había estado en Guatemala y Bogotá a la sombra de su hermano, quiso hacerse obispo con las arrobas de oro y esmeraldas, valoradas en 60.000 ducados, que su hermano seguramente no ganó de forma honrosa. La viuda de Sande reclamó a su cuñado el tesoro, pero como lo había malgastado, nada pudo devolverle. Enteradas las autoridades eclesiásticas del caso, el ambicioso fraile fue desterrado al convento de Trujillo, donde murió en 1627.